# 365Chess
365Chess.com je internetska šahovska baza podataka. Sjedište je u Montevideu u Urugvaju. 
Osnovao ga je 2007. Jorge Martínez, koji je vlasnik i glavni upravitelj. Smatra sebe za najvećom internetskom šahovskom bazom podataka. Sadrži više od 4 milijuna partija koje je odigralo više od 220.000 igrača na preko 43.000 turnira. Do ožujka 2019. imala je oko 240.000 registriranih korisnika. Većina sadržaja je besplatna. Uz donaciju od 15 dolara postaje se "korisnik podupiratelj" i ima se pristup dodatnim mogućnostima, među kojima je skidanje partija u formatu .pgn. Svaka partija prikazana je na odvojenoj stranici, čime se može postaviti poveznica na nju.

## Vanjske poveznice
- 365Chess.com
- Facebook